# .mc
.mc — национальный домен верхнего уровня для Монако. Введён 20 января 1995 года.

## Структура
Обычно регистрируются домены третьего уровня:
- .tm.mc — для торговых марок, зарегистрированных в Монако либо глобально (через ВОИС);
- .asso.mc — ассоциации (должны быть основаны в Монако).

Регистрация доменных имён второго уровня возможна только компаниями, зарегистрированными в Монако.